# Talkin’ New York
«Talkin’ New York» — вторая песня на дебютном альбоме Боба Дилана. В ней описываются переживания молодого музыканта по прибытии в Нью-Йорк, его выступление в кафе в Гринвич-Виллидж и его жизнь до получения первого контракта. Дилан поет о трудностях, связанных с его необычным звучанием, которое мешало ему в начале карьеры, «Ты играешь как деревенщина, нам тут нужны фолк-певцы.» (англ. You sound like a hillbilly; We want folk singers here.).
Это первая из двух песен, написанных непосредственно Диланом для своего альбома, вторая — Song To Woody. В этом раннем образце сочинений Дилана, уже можно заметить много особенностей, которые впоследствии станут отличительной чертой его творчества. Например, строка «У многих людей мало еды на столе, но у них много вилок и ножей, поэтому им приходится хоть что-то резать» (англ. A lot of people don’t have much food on their table/But they got a lot of forks n' knives/And they gotta cut somethin'.) многими считается одним из первых проблесков поэтического таланта Дилана.